# Seher Yilmaz
Seher Yilmaz, född 20 februari 1986 i Kristianstads Heliga Trefaldighets församling i dåvarande Kristianstads län är en svensk organisationsutvecklare med fokus på jämlikhetsfrågor.

## Biografi
Seher Yilmaz är född i Kristianstad men växte upp i Lund. Hennes föräldrar kom till Sverige i mitten av 1980-talet som politiska flyktingar från Turkiet, där de tillhörde den kurdiska minoriteten. Yilmaz gick i gymnasiet på Spyken i Lund och har senare läst statsvetenskap vid Lunds universitet.
Hennes engagemang i olika organisationer började i elevrådet under sin skoltid, där hon bland annat var ordförande för Sveriges Elevkårer (2004–2006, då under namnet Elevorganisationen), Landsrådet för Sveriges Ungdomsorganisationer (2010–2011) samt styrelseledamot i Grön Ungdoms förbundsstyrelse. Yilmaz lämnade 2012 Miljöpartiet och blev medlem i Socialdemokraterna.
Yilmaz har arbetat som konsult på PR-byrån Prime och även varit Public Affairs-ansvarig på fackförbundet Unionen. Hon har även varit krönikör för Nyheter24 där hon framförallt skrivit om jämställdhet och mångfald.
Yilmaz tog i januari 2014 över ordförandeskapet för Rättviseförmedlingen efter grundaren Lina Thomsgård och hade denna roll fram tills denna lades ned i februari 2019. 2019 anställdes på Sveriges Televisions HR-avdelning som ansvarig för SVT:s arbete med Sverigespegling och employer branding. Sedan 2023 arbetar hon på Samhall som specialist på jämlikhet och inkludering.
Hon kom 2021 ut med boken Vad jag pratar om när jag pratar om rasism. Med utgångpunkt i egna erfarenheter och forskning om ojämlikhet granskar hon hur rasismen tar sig uttryck på individuell såväl som på strukturell nivå, och diskuterar frågor som klass, kön, meritokrati, identitetspolitik, internalisering, m.m. År 2024 kom hon ut med läromedlet Om rasism. Och vägen framåt. Läromedlet riktar sig till högstadiet och kan användas i undervisning om samhällskunskap, historia, religion, svenska och svenska som andraspråk.